# Jürgen Spieß
Jürgen Christian Spieß (Heidelberg, 26 de marzo de 1984) es un deportista alemán que compitió en halterofilia. Ganó una medalla de oro en el Campeonato Europeo de Halterofilia de 2009, en la categoría de 94 kg.

## Palmarés internacional
| Campeonato Europeo | Campeonato Europeo | Campeonato Europeo | Campeonato Europeo |
| Año                | Lugar              | Medalla            | Categoría          |
| ------------------ | ------------------ | ------------------ | ------------------ |
| 2009               | Bucarest (Rumania) | Medalla de oro     | 94 kg              |